# Medimar
Medimar is een Externe Dienst voor Preventie en Bescherming op het Werk in België, met de hoofdzetel in Antwerpen. Het bedrijf zelf bestaat uit 1100 aangesloten ondernemingen, meer dan 37.000 werknemers en is een van de kleinere externe diensten voor preventie en bescherming op het werk in België.

## Bedrijfslocatie
Het bedrijf heeft twee vaste centra in Antwerpen en twee onderzoekswagens en zorgt voor de periodieke medische onderzoeken van onderworpen werknemers en zorgt op het gebied van risicobeheersing voor de domeinen ergonomie, psychosociale belasting, bedrijfsgezondheidszorg, hygiëne & toxicologie, arbeidsveiligheid en milieu.